# Chris De Stoop
Chris De Stoop est un journaliste belge, employé à l'hebdomadaire Knack. Il est connu pour avoir enquêté un an sous couverture sur un réseau international de trafic d'êtres humains.

## Biographie
Son enquête sur le trafic d'êtres humains a été publiée sous le titre Ze zijn zo lief, meneer et traduite en français (Elles sont si gentilles, monsieur) et en anglais (They Are So Sweet, Sir). Ce livre a été à l'origine d'une enquête parlementaire sur la traite des êtres humains et sur une nouvelle législation belge.
Il est aussi l'auteur, en 2005, d'un ouvrage publié chez Luc Pire, Les filles de l'Est qui présente celles-ci sous l'angle des difficultés qu'elles rencontrent et qui les poussent à la migration, faisant du même coup l'autocritique de son précédent ouvrage sur le sujet.
Il est également l'auteur de Haal de was naar binnen (Vite, rentrez le linge !), sur l'expulsion des sans-papiers, dont Ceci est ma ferme (2018) et Le Livre de Daniel (2020).
Journaliste depuis 1982, il prend sa retraite en 2016. Il devient agriculteur, et publie des livres de non-fiction littéraire.

## Publications
- Elles sont si gentilles, monsieur : les trafiquants de femmes en Europe [« Ze zijn zo lief, meneer »], trad. de Charles de Trazegnies, Bruxelles, Belgique, Éditions de la Longue Vue, 1993, 288 p.  (ISBN 2-87121-043-8)[3]
- Les Filles de l'Est [« Zij kwamen uit het Oosten : een vertelling »], Bruxelles, Belgique, Luc Pire, coll. « Voix du jour », 2004, 182 p.  (ISBN 2-87415-430-X)
- Vite, rentrez le linge ! : l'Europe et l'expulsion des sans-papiers [« Haal de was maar binnen : Aziza of een verhaal van deportatie in Europa »], trad. de Nadine Stabile, Arles, France, Actes Sud, 1996, 328p.  (ISBN 2-7427-0898-7)
- Ceci est ma ferme [« Dit is mijn Hof »], trad. de Micheline Goche, Paris, Christian Bourgois Éditeur, 2018, 320 p.  (ISBN 978-2-267-03090-7)
- Le Livre de Daniel [« Het boek Daniel »], trad. d'Anne-Laure Vignaux, Paris, Globe, 2023, 288 p.  (ISBN 978-2-38361-215-5)